# 笹野堅
笹野 堅（ささの けん、1901年（明治34年）6月6日 - 1961年（昭和36年）11月6日）は、日本の国文学者。号は葵園。

## 経歴
静岡県志太郡藤枝町出身。静岡県立静岡中学校を経て、1927年、早稲田大学文学部国文科卒業。東京帝国大学文学部国文学研究室藤村作のもとで学び、1929年、同文学部副手、1930年、東京女子大学教授を兼任。北京師範大学、善隣大学教授を歴任した。

## 人物
広島市で缶詰製造・精米業を営み広島市会議員や広島女子商業初代理事長等をつとめた笹野雄太郎の長男である。
狂言研究の先駆者として知られ、天正狂言本を初めとする狂言の諸資料を発掘、調査、紹介し、文献資料に基づく狂言研究の基礎を築いた。また狂言だけでなく幸若舞曲集、御伽草子、室町時代の物語・歌謡、俳諧・浮世草子など、近世文芸も幅広く研究対象とし、そのテクストを作成した。

## 家族・親族
笹野家
- 祖父・甚四郎（1853年 - 1928年、静岡県平民、缶詰製造・精米業[6]、資産家[7]）
- 祖母・てる（1879年 - ?、静岡、杉本大治郎の妹）[6]
- 父・雄太郎（1876年 - 1954年、缶詰製造・精米業[6]、広島市会議員、広島物産社長、広島女子商業理事長）
- 母・たけ（1882年 - ?、東京士族、藤平重資の三女）[6]
- 妻・米子（1907年 - ?、東京士族、村井銀行常務取締役・藤平純三の二女）[4]
- 長男（1929年 - ）[4]

## 編纂
- 『室町時代小歌集』編 万葉閣 1931
- 『室町時代短篇集』編 栗田書店 1935
- 『斎藤徳元集』編 古今書院 1936
- 『山梨稲川書簡集』編 笹野氏 1936
- 大蔵虎光『狂言不審紙』校訂 改造文庫 1943
- 『幸若舞曲集』 編 第一書房 1943 臨川書店 1974
- 『古本能狂言集』第1-5 編 岩波書店 1943-44
- 『能狂言 大蔵虎寛本』校訂 岩波文庫 1942-45
- 『日本古典全書 近世歌謡集』校註 朝日新聞社 1956
- 大蔵虎明『わらんべ草』校訂 岩波文庫 1962